# Fredrik Bekken
Fredrik Raaen Bekken (Drammen, 11 de marzo de 1975) es un deportista noruego que compitió en remo.
Participó en dos Juegos Olímpicos de Verano, obteniendo una medalla de plata en Sídney 2000, en la prueba de doble scull, y el sexto lugar en Atlanta 1996 (scull individual). Ganó una medalla de bronce en el Campeonato Mundial de Remo de 1999, en el doble scull.

## Palmarés internacional
| Juegos Olímpicos   | Juegos Olímpicos        | Juegos Olímpicos  | Juegos Olímpicos |
| Año                | Lugar                   | Medalla           | Prueba           |
| ------------------ | ----------------------- | ----------------- | ---------------- |
| 2000               | Sídney (Australia)      | Medalla de plata  | Doble scull      |
| Campeonato Mundial |                         |                   |                  |
| Año                | Lugar                   | Medalla           | Prueba           |
| 1999               | St. Catharines (Canadá) | Medalla de bronce | Doble scull      |